# Deutsche Gesellschaft für Kartographie
Die Deutsche Gesellschaft für Kartographie e. V. (DGfK) ist eine Fachgesellschaft der Berufsangehörigen der Kartografie und der Interessenten an kartographischen Erzeugnissen. Sie hat etwa 1300 Mitglieder. Präsident der DGfK ist seit 2019 Jochen Schiewe.

## Ziele
Der Vereinszweck umfasst folgende Ziele:
- Förderung der Kartographie in Forschung, Lehre und Praxis
- Unterstützung aller in kartographischen Berufen Tätigen durch Aus-, Fort- und Weiterbildung, besonders des Berufsnachwuchses
- Pflege der nationalen und internationalen Zusammenarbeit in der Kartographie und mit anderen Fachgebieten
- Förderung der fachwissenschaftlichen Erkenntnisse für raumbedeutsame Planungen und Maßnahmen
- Unterstützung der Pflege des kartographischen Kulturgutes in Deutschland

## Organisation
Der gewählte Vorstand führt unter dem Vorsitz des Präsidenten die Geschäfte der Gesellschaft. Mit dem Vorstandsrat verfügt die Gesellschaft über ein Beratungsgremium, das die fachlichen und strukturellen Aspekte in die Vereinsarbeit einbringt.
Die DGfK ist regional in 16 Sektionen untergliedert, die in der jeweiligen Region ihren Mitgliedern und Gästen Veranstaltungen, Vorträge, Exkursionen usw. anbieten.
Für die fachliche Arbeit hat der Verein Kommissionen eingerichtet. Sie sind jeweils einem Thema gewidmet und entsprechen in ihrer Struktur zum Teil den Kommissionen der Internationalen Kartographischen Vereinigung (IKV, ICA), mit denen eine intensive Zusammenarbeit besteht. Zurzeit (2011) gibt es folgende Kommissionen:
- 3D-Stadtmodelle
- Angewandte Kartographie und Geo-Visualisierung
- Atlaskartographie
- Aus- und Weiterbildung
- Geschichte der Kartographie
- Hochgebirgskartographie
- Kartenkuratoren
- Kartographie und Forschung
- Recht und Kartographie
- Schule und Kartographie

### Sektionen der DGfK
- Bayern
- Berlin-Brandenburg
- Dresden
- Halle-Leipzig
- Hamburg/Schleswig-Holstein
- Hannover
- Hessen
- Karlsruhe
- Mittelrhein
- Münster
- Rhein-Ruhr
- Schwerin
- Stuttgart
- Südbaden
- Thüringen
- Weser-Ems

## Veröffentlichungen
Als gemeinsames Organ der DGfK, der Schweizerischen Gesellschaft für Kartografie und der Österreichischen Kartographischen Kommission in der Österreichischen Geographischen Gesellschaft erscheinen die Kartographische Nachrichten (KN) – Fachzeitschrift für Geoinformation und Visualisierung. In Abständen von zwei bis drei Jahren erscheint das rund 350 Seiten starke Kartographische Taschenbuch (KT) mit grundlegenden Fachbeiträgen, Adressen von Organisationen, Forschungseinrichtungen, Unternehmen u. v. m. rund um Kartographie und Geoinformation. Schwerpunktthemen der Kartographie, besonderen Ereignissen und der wissenschaftlichen Dokumentation von Symposien und Workshops sind die Kartographischen Schriften (KS) gewidmet.

### Kartographisches Taschenbuch
Unter der Bezeichnung Kartographisches Taschenbuch gibt die DGfK seit 1988 etwa alle zwei Jahre ein über 300-seitiges Vademecum heraus. Es enthält in jedem Band grundlegende Aufsätze, die Anschriften von Gremien und Organisationen, von Behörden und Hochschulen sowie von Ausbildungseinrichtungen und Unternehmen, die im Zusammenhang mit Geoinformation und Kartographie stehen. Es wird mit einem Personenverzeichnis abgeschlossen, das mehr als 2000 Personen mit ihren Anschriften führt.
Das Kartographische Taschenbuch wurde zwischenzeitlich von Jürgen Dodt bearbeitet und erschien im KirschbaumVerlag, Bonn, ISSN 0936-5745.

## Auszeichnungen durch die DGfK

### Mercator-Medaille
Die DGfK zeichnet mit der Verleihung der nach Gerhard Mercator benannten Mercator-Medaille Persönlichkeiten aus, die sich durch herausragende, international anerkannte wissenschaftliche Leistungen außerordentliche Verdienste um die Kartographie erworben haben.

### Ehrenmitglieder
- Hermann Haack (1953)
- Walter Behrmann (1953)
- Hermann Lautensach (1966)
- Theodor Siewke (1967)
- Wilhelm Bonacker (1968)
- Eduard Imhof (1969)
- Emil Meynen (1969)
- Hans Veit (1972)
- Fritz Hölzel (1972)
- Werner Kost (1972)
- Konrad Frenzel (1975)
- Erwin Gigas (1975)
- Hans Meyerhuber (1976)
- Karlheinz Wagner (1976)
- Werner Witt (1978)
- Hans Ermel (1979)
- Heinz Bosse (Ehrenpräsident, 1980)
- Werner Bormann (1980)
- Herbert Knorr (1980)
- Walter Leibbrand (1983)
- Hans Ferschke (1985)
- Henning Wocke (1986)
- Erik Arnberger (1987)
- Heinz Pape (1987)
- Ferdinand Jan Ormeling Sr. (1989)
- Helga Ravenstein (1992)
- Dieter Grothenn (1992)
- Peter Bertinchamp (1993)
- Oswald Kessler (1994)
- Ingrid Kretschmer (1995)
- Ulrich Freitag (2000)
- Jürgen Dodt (2001)
- Wolfgang Scharfe (posthum, 2003)
- Bernhard Horst (2006)
- Horst Schöttler (2007)
- Ingeborg Wilfert (2007)
- Peter Aschenberner (2012)
- Rolf Harbeck (2013)
- Werner Stams (2017)
- Wolf Günther Koch (2023)

## Veranstaltungen
Jährlich findet der Deutsche Kartographentag (DKT) statt. Dieser wird zumeist von einer der Sektionen ausgerichtet und organisiert. In bestimmten Jahren kann es aber auch vorkommen, dass der Kartographentag durch eine Kooperation mit der Intergeo oder der Internationalen Kartographischen Konferenz zusammen stattfindet.
Die Tagung NIAM (News-Infographics-Analytics-Maps) wird im Rahmen des Neujahrsempfangs der Deutschen Gesellschaft für Kartographie e. V. jedes Jahr im Januar durchgeführt und soll dem Austausch und Kennenlernen unterschiedlicher Arbeitsweisen mit Karten aus Kartografie, Journalismus und Infografik dienen.

## Initiativen
Die Bemerkenswerte Karte ist eine seit 2012 bestehende Initiative der DGfK. Sie berichtet in einem Blog monatlich über kartographische Werke, die nach deren Auffassung bemerkenswert sind.